# Bercianos del Real Camino
Bercianos del Real Camino település Spanyolországban, León tartományban. Lakosainak száma 186 fő (2024).

## Földrajza
Bercianos del Real Camino El Burgo Ranero, Calzada del Coto, Gordaliza del Pino, Vallecillo és Castrotierra de Valmadrigal községekkel határos.

## Népesség
A település lakosságának változását az alábbi diagram mutatja:
| Lakosok száma | 214  | 205  | 209  | 199  | 195  | 197  | 193  | 193  | 187  | 186  |
|               | 2001 | 2004 | 2007 | 2009 | 2012 | 2014 | 2017 | 2019 | 2022 | 2024 |